# Fase terrestre

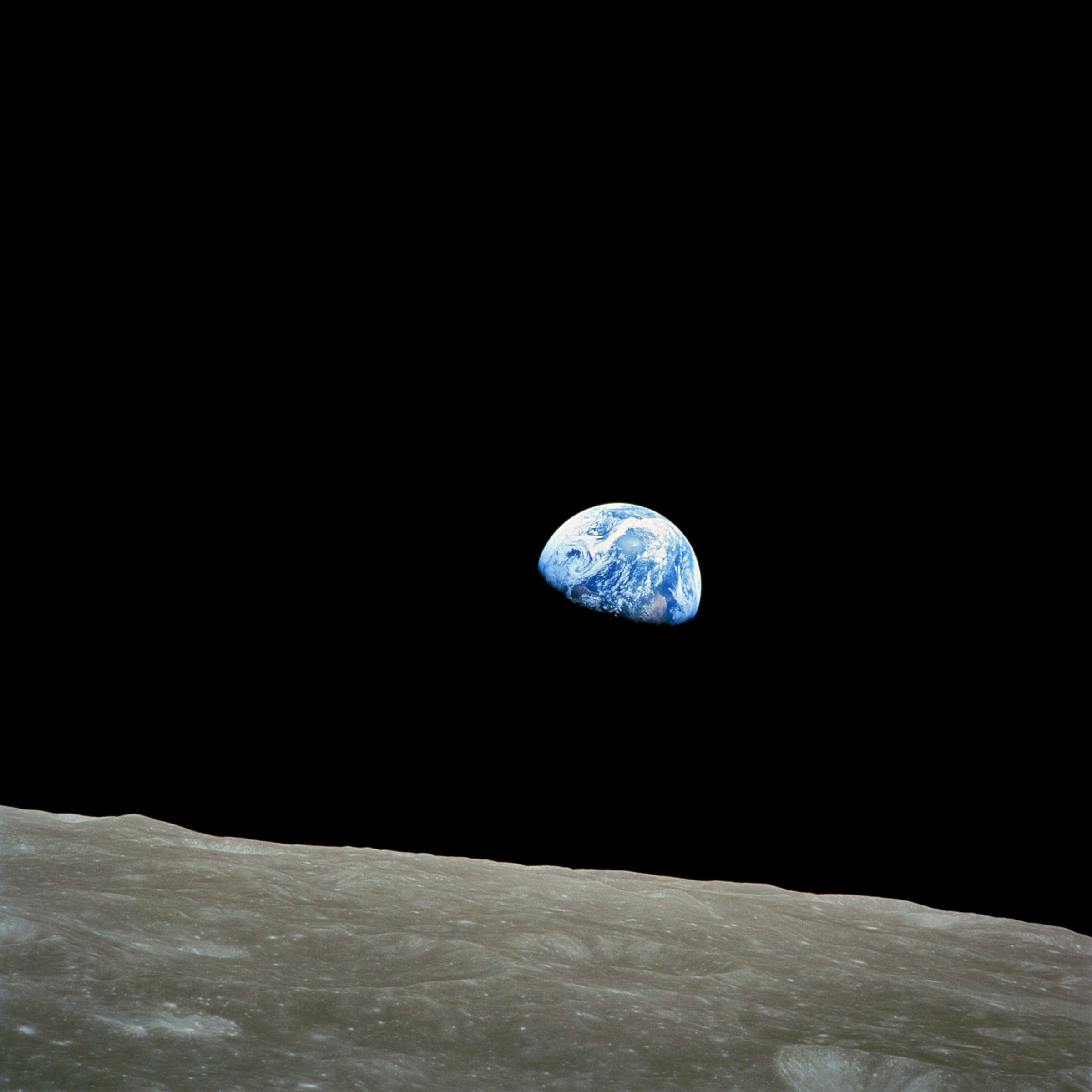
Salida de la Tierra por el astronauta del Apolo 8, William Anders, en diciembre de 1968. La Tierra en fase gibosa vista desde la Luna.

La fase terrestre o las fases de la Tierra es la forma de la parte de la Tierra iluminada directamente por el sol, vista desde la Luna (o desde otro lugar extraterrestre). Desde la Luna, las fases de la Tierra cambian gradual y cíclicamente durante el período de un mes sinódico (alrededor de 29,53 días), a medida que cambian las posiciones orbitales de la Luna alrededor de la Tierra y de la Tierra alrededor del Sol.

## Descripción general

Las fases de la Tierra cambian de ángulo a lo largo de las estaciones debido a la inclinación axial de la Tierra, aquí vista desde una órbita geoestacionaria.

Entre las características más destacadas del cielo de la Luna está la Tierra. El diámetro angular de la Tierra (1,9°) es cuatro veces el de la Luna vista desde la Tierra, aunque debido a que la órbita de la Luna es excéntrica, el tamaño aparente de la Tierra en el cielo varía aproximadamente un 5% en ambos sentidos (entre 1,8° y 2,0° de diámetro). La Tierra muestra fases, al igual que la Luna para los observadores terrestres. Las fases, sin embargo, son opuestas; cuando el observador terrestre ve la Luna llena, el observador lunar ve una "Tierra nueva", y viceversa. El albedo de la Tierra es tres veces más alto que el de la Luna (debido en parte a su cubierta de nubes blanquecinas) y, junto con el área más amplia, la Tierra llena brilla 50 veces más que la Luna llena en el cenit para el observador terrestre. Esta luz de la Tierra reflejada en la mitad no iluminada por el sol de la Luna es lo suficientemente brillante como para ser visible desde la Tierra, incluso a simple vista, un fenómeno conocido como luz cenicienta.
Como resultado de la rotación sincrónica de la Luna, un lado de la Luna (el "lado visible") se gira permanentemente hacia la Tierra, y el otro lado, el "lado oculto", en su mayoría no se puede ver desde la Tierra. Esto significa, por el contrario, que la Tierra solo se puede ver desde el lado visible de la Luna y siempre sería invisible desde el lado oculto. Se ve que la Tierra gira desde la superficie lunar, con un período de aproximadamente un día terrestre (que difiere ligeramente debido al movimiento orbital de la Luna).
Si la rotación de la Luna fuera demasiado sincrónica, la Tierra no tendría ningún movimiento perceptible en el cielo lunar. Sin embargo, debido a la libración de la Luna, la Tierra realiza un lento y complejo movimiento de bamboleo. Una vez al mes, la Tierra vista desde la Luna, la Tierra traza un óvalo de aproximadamente 18° de diámetro. La forma y orientación exactas de este óvalo dependen de la ubicación de uno en la Luna. Como resultado, cerca del límite de las caras visibles y ocultas de la Luna, la Tierra a veces se encuentra por debajo del horizonte, y a veces por encima de él.
Para tener en cuenta, existen fotografías genuinas de la Tierra vista desde la Luna, muchas de la NASA. Sin embargo, algunas fotografías compartidas en las redes sociales, que pretenden ser la Tierra vista desde la Luna, pueden que no sean reales.

## Eclipses de la Luna
La Tierra y el Sol a veces se encuentran en el cielo lunar, provocando un eclipse. En la Tierra, se vería un eclipse lunar, cuando la Luna pasa a través de la sombra de la Tierra; mientras tanto en la Luna, se vería un eclipse solar, cuando el Sol se pone detrás de la Tierra. Dado que el diámetro aparente de la Tierra es cuatro veces mayor que el del Sol, estaría oculto detrás de la Tierra durante horas. La atmósfera terrestre sería visible como un anillo rojizo. Durante la misión Apolo 15, se intentó utilizar la cámara de televisión del Lunar Roving Vehicle para ver un eclipse de este tipo, pero la cámara o su fuente de alimentación fallaron después de que los astronautas regresaran hacia la Tierra.
Los eclipses solares terrestres, por otro lado, no serían tan espectaculares para los observadores lunares porque la umbra de la Luna casi se reduce en la superficie de la Tierra. Un parche oscuro borroso sería apenas visible. El efecto sería comparable a la sombra de una pelota de golfo proyectada por la luz solar sobre un objeto de 5 m (16 pies) de distancia. Los observadores lunares con telescopios podrían discernir la sombra umbral como un punto negro en el centro de una región menos oscura (penumbra) que viaja a través del disco terrestre completo. Se vería esencialmente igual que el Observatorio Climático del Espacio Profundo, que orbita la Tierra en el punto Lagrangiano L1 en el sistema Sol-Tierra, 1.5 millones de km (0.93 millones) de la Tierra.
En resumen, cada vez que se produce un eclipse de algún tipo en la Tierra, se produce un eclipse de otro tipo en la Luna. Los eclipses ocurren para los observadores tanto en la Tierra como en la Luna cada vez que los dos cuerpos y el Sol se alinean en la línea recta, o sizigia.

## Fases terrestres

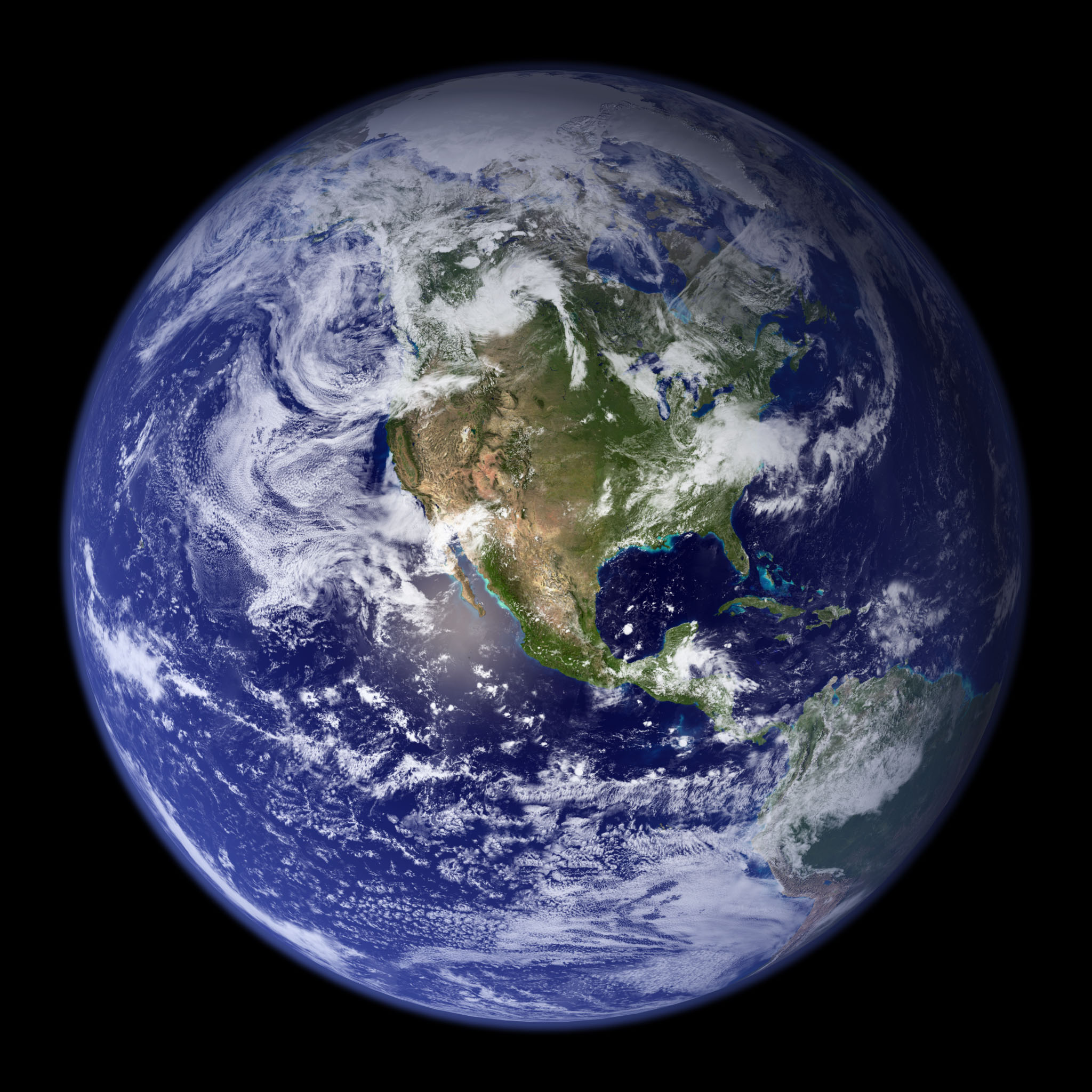
Llena
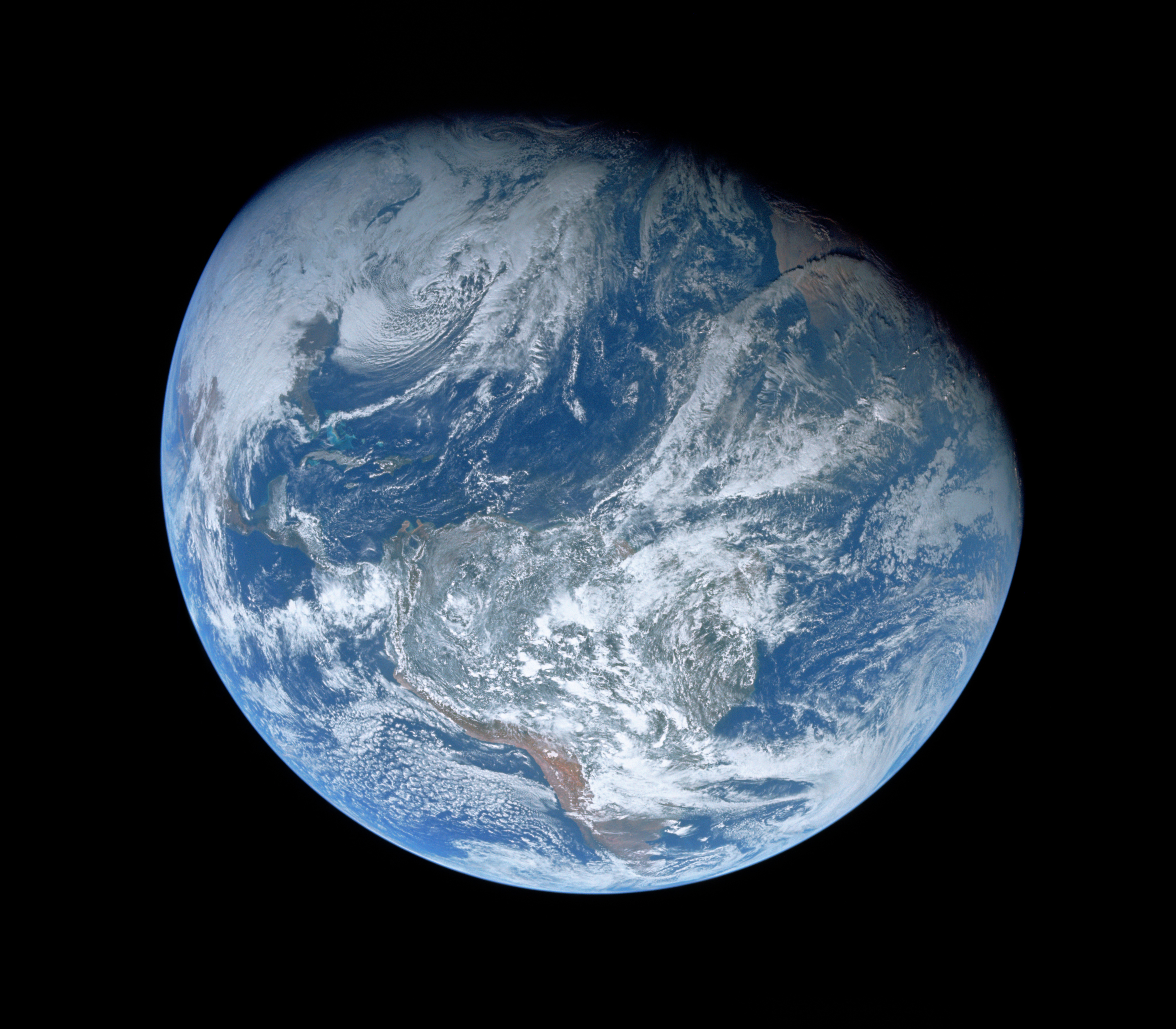
Gibosa
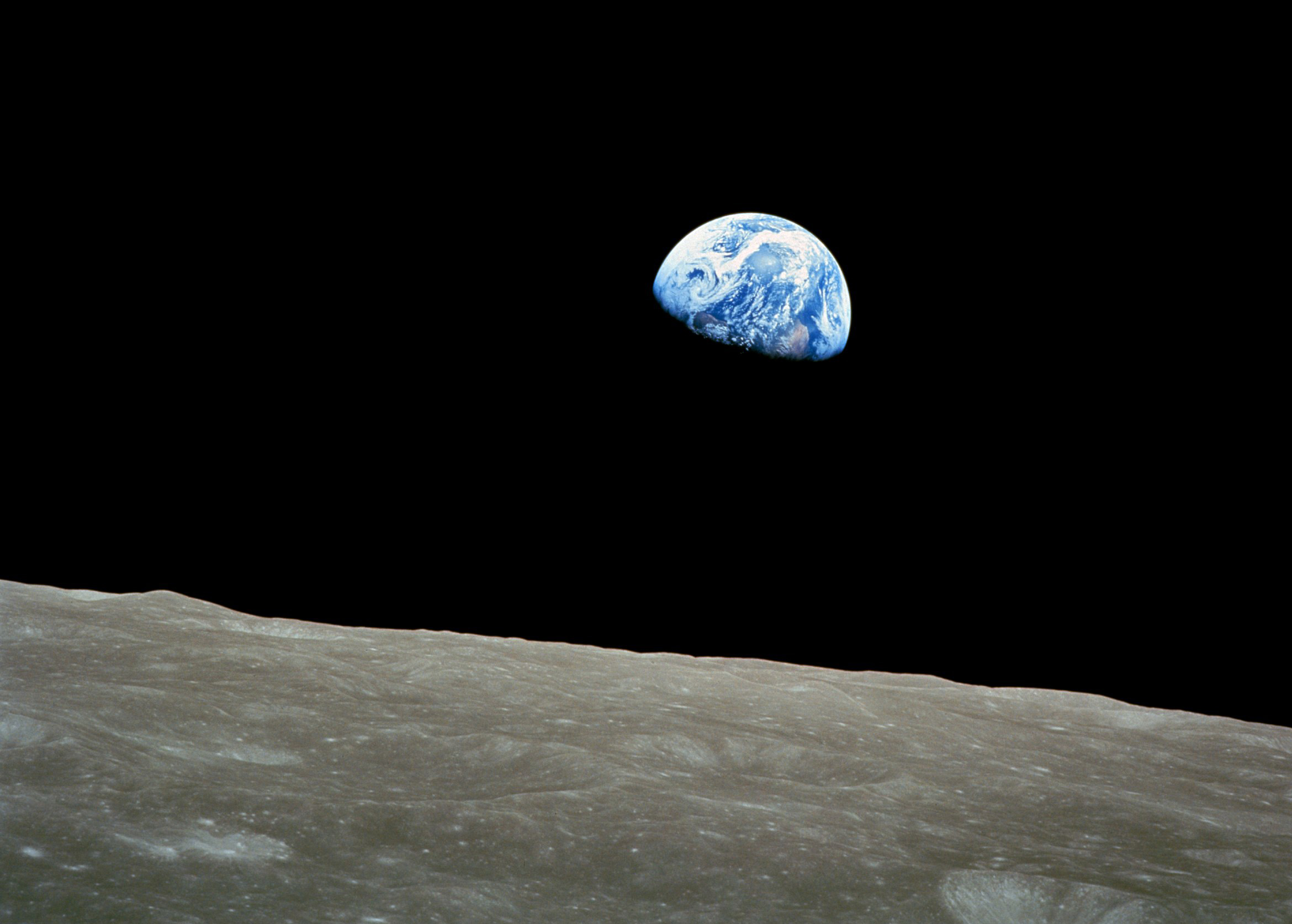
Gibosa de baja iluminación
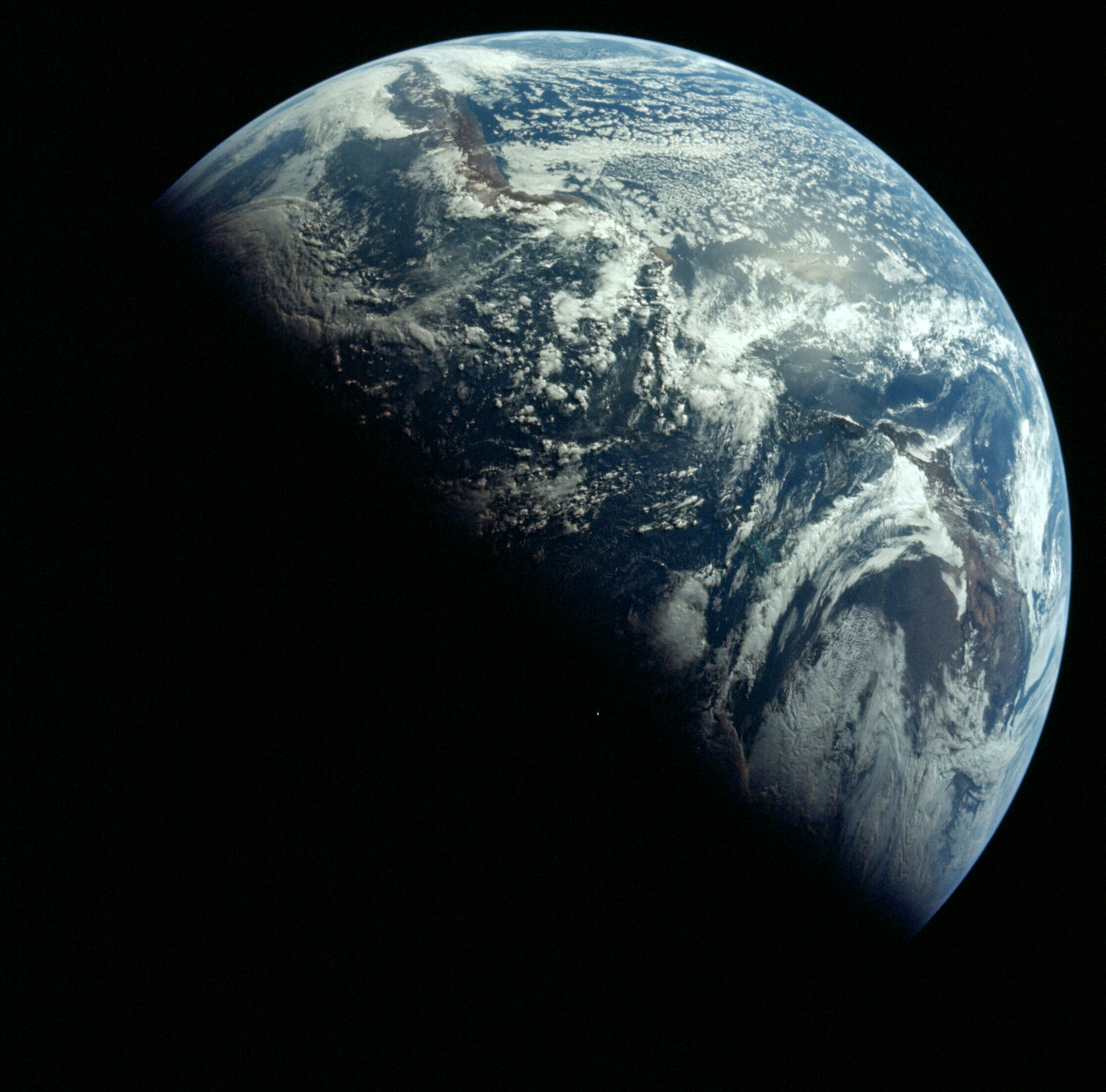
Gibosa de muy baja iluminación
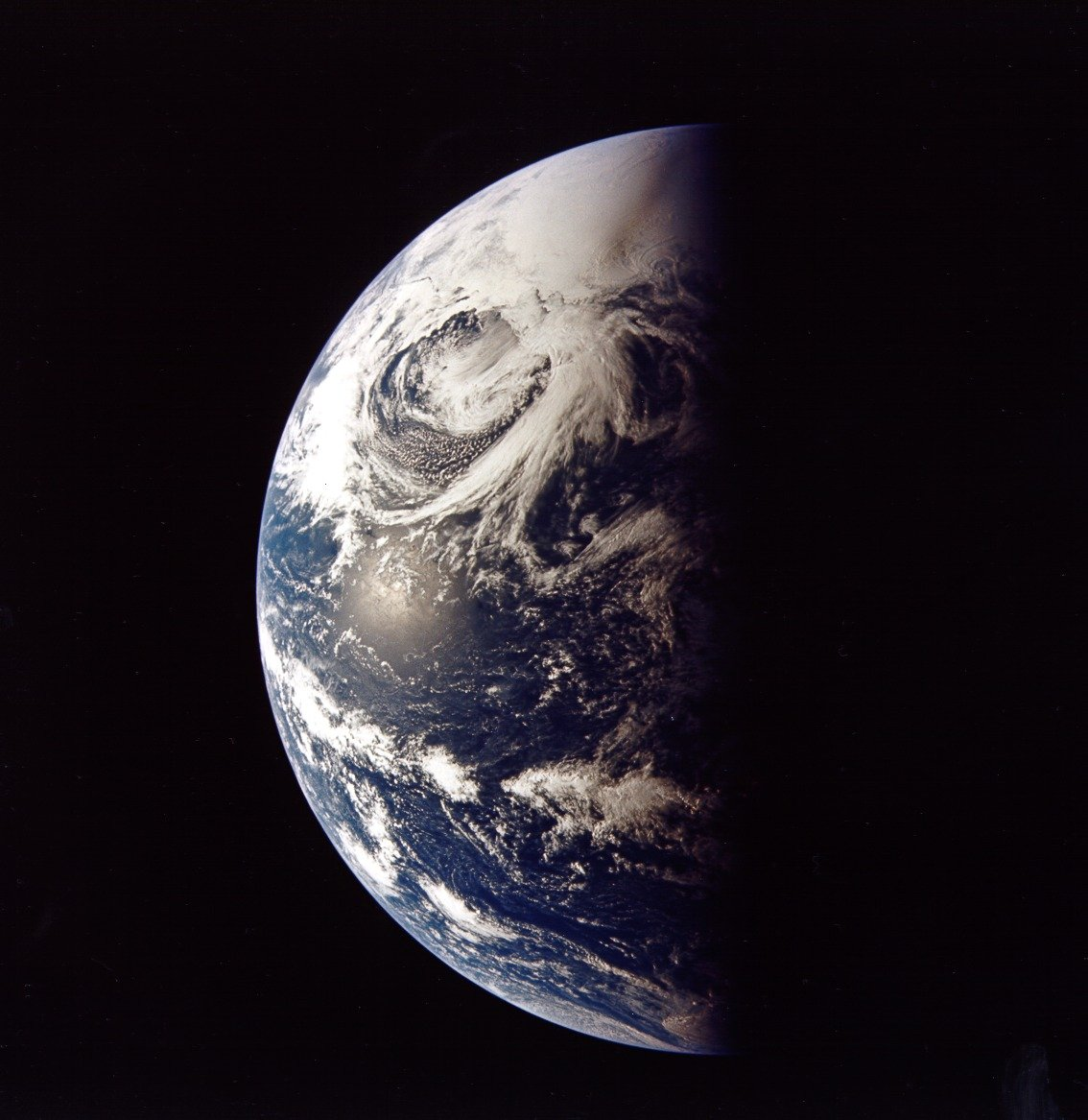
Media
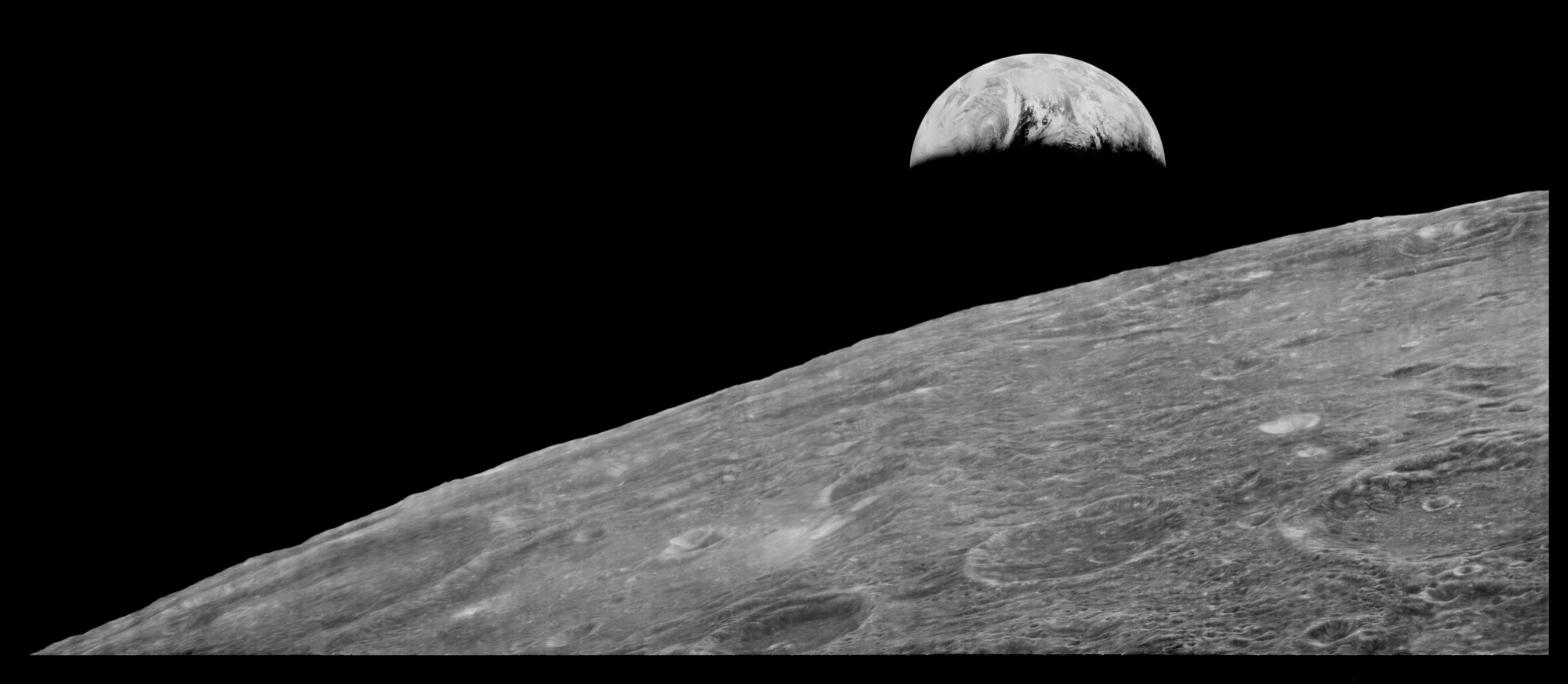
Forma de guadaña de alta iluminación
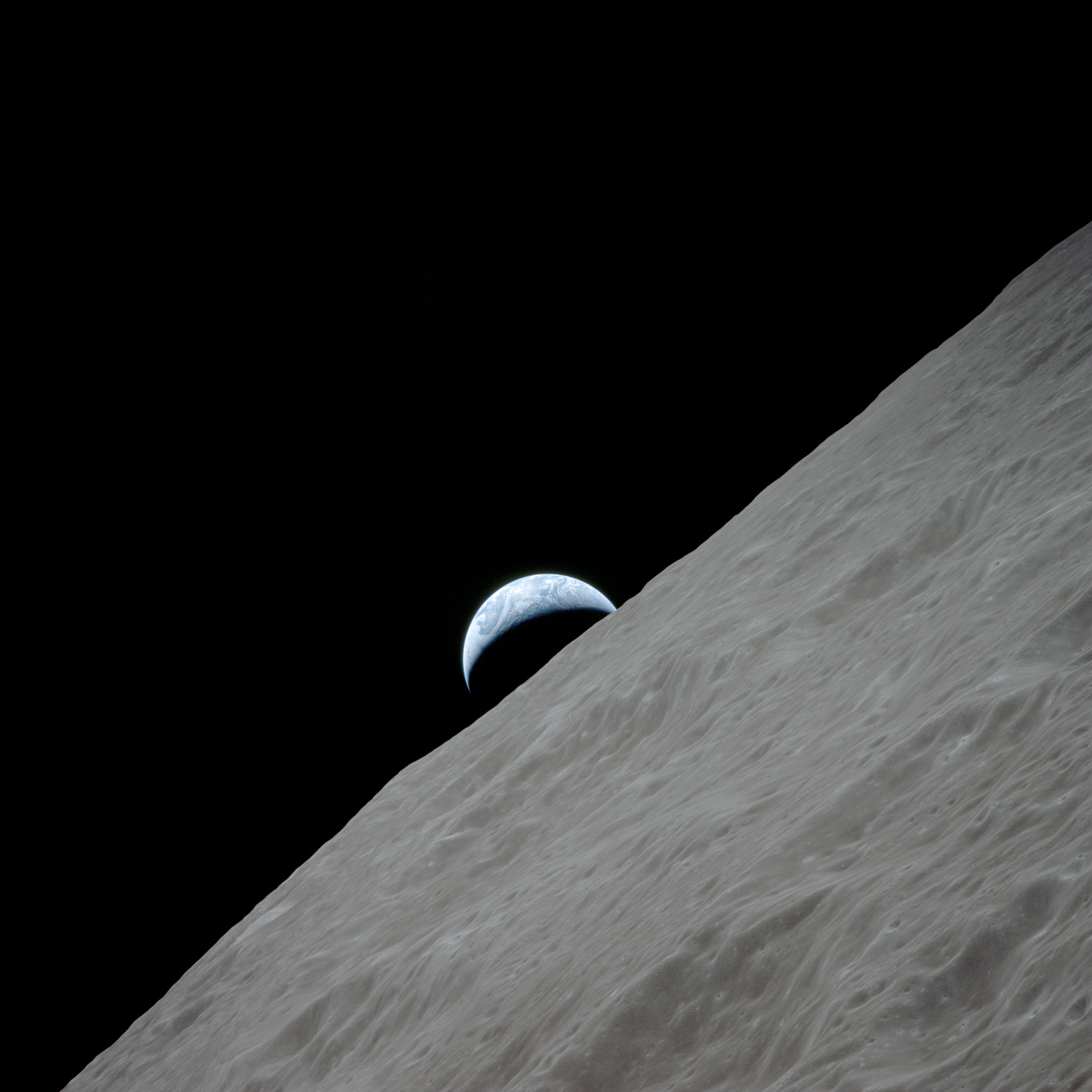
Forma de guadaña
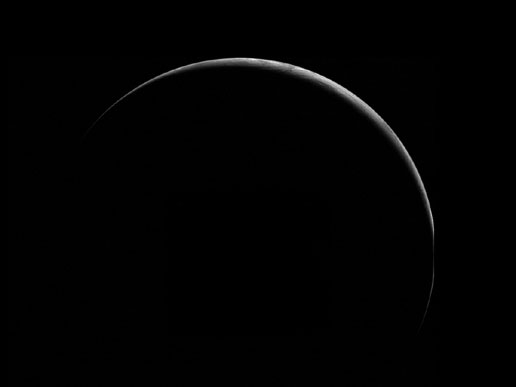
Forma de guadaña de muy baja iluminación